# Hohe Veitsch
Hohe Veitsch är en bergstopp i Österrike.   Den ligger i distriktet Bruck-Mürzzuschlag och förbundslandet Steiermark, i den östra delen av landet, 100 km sydväst om huvudstaden Wien. Toppen på Hohe Veitsch är 1 981 meter över havet, eller 726 meter över den omgivande terrängen. Bredden vid basen är 15,5 km.
Terrängen runt Hohe Veitsch är huvudsakligen kuperad. Närmaste större samhälle är Krieglach, 16,7 km sydost om Hohe Veitsch. 
I omgivningarna runt Hohe Veitsch växer i huvudsak blandskog. Runt Hohe Veitsch är det ganska glesbefolkat, med 48 invånare per kvadratkilometer.